# 鷲原信号場

構内配線図　A:白川口　B:下油井

鷲原信号場（わしばらしんごうじょう）は、岐阜県加茂郡白川町河東にある、東海旅客鉄道（JR東海）高山本線の信号場である。

## 歴史
- 1967年（昭和42年）3月19日：国鉄により開設[1]。
- 1987年（昭和62年）4月1日：国鉄分割民営化によりJR東海が継承[1]。

## 構造
白川口駅より下油井駅方向に約3.4kmにある2線の信号場。高山本線が一刻も早い輸送力強化に迫られていたため、1968年10月1日の列車集中制御装置 (CTC)導入とほぼ同時に設置された飛水峡・福来の両信号場よりも先に開設された。
片開きポイントを使用した一般的な信号場。出発時は両方向ともポイント通過による速度制限を受ける（60キロ制限）。

## 周辺
山間部である。
- 国道41号
- 道の駅美濃白川
- 第二飛騨川橋梁
- 第三飛騨川橋梁
- 飛騨川

## 隣の施設
東海旅客鉄道（JR東海）
CG 高山本線
白川口駅 - 鷲原信号場 - 下油井駅